# Basilianus indicus
Basilianus indicus es una especie de coleóptero de la familia Passalidae.

## Distribución geográfica
Habita en Malabar (India).